# Titularbistum Iliturgi
Iliturgi ist ein Titularbistum der römisch-katholischen Kirche. 
Es geht zurück auf einen früheren Bischofssitz in der gleichnamigen antiken Stadt in der römischen Provinz Baetica in Spanien, der um das Jahr 100 errichtet und im Jahr 250 mit der Gründung des Bistums Tucci aufgelöst wurde. Das Bistum wurde im Jahr 2009 als Titularsitz wiedererrichtet und im Jahr 2013 erstmals besetzt.
| Titularbischöfe von Iliturgi |                         |                                            |                 |                    |
| Nr.                          | Name                    | Amt                                        | von             | bis                |
| 1                            | Ángel Fernández Collado | Weihbischof in Toledo (Spanien)            | 28. Juni 2013   | 25. September 2018 |
| 2                            | Gábor Mohos             | Weihbischof in Esztergom-Budapest (Ungarn) | 4. Oktober 2018 |                    |